# Chez Panisse
37°52′46.49″N 122°16′8.46″W / 37.8795806°N 122.2690167°W
Chez Panisse是位於美國加州柏克萊市的一所餐廳，由廚師Alice Waters與柏克萊加州大學比較文學教授Paul Aratow於1971年開辦。這所餐廳聞名全美，並曾被Gourmet雜誌評為全美最優餐廳。